# Шивале, Жозе Самуэл
Жозе Самуэл Шивале (порт. José Samuel Chiwale; род. 14 октября 1943, Уамбо) — ангольский политик, один из основателей УНИТА, близкий соратник Жонаса Савимби. Первый командующий повстанческой армией УНИТА, активный участник войны за независимость и гражданской войны. После окончания войны — видный деятель партии УНИТА, депутат Национальной ассамблеи Анголы.

## Происхождение и образование
Родился в семье крестьян овимбунду. Отец Шивале был деревенским старейшиной. В детстве Жозе Самуэл осваивал традиционные ценности и культуру овимбунду, участвовал в собраниях племенных авторитетов.
Среднее образование получил в евангелической миссии Баилундо, высшее — в Луанде. По специальности — инженер-механик.

## Антиколониальный активист
Жозе Самуэл Шивале с юности придерживался антиколониальных националистических взглядов. Конфликтовал с португальскими колониальными властями, участвовал в студенческих беспорядках. В 1960 году Шивале перебрался в Юго-Западную Африку и примкнул к движению СВАПО.
В 1965 году, находясь в Танзании, Шивале познакомился с Жонасом Савимби и проникся его харизмой. Вместе с Савимби посетил Пекин, где ангольская делегация обсуждала с руководством КНР, включая Мао Цзэдуна, перспективы партизанской войны в Анголе. По словам Шивале, визит в Китай вдохновил на создание самостоятельного повстанческого движения.

## Командир УНИТА
13 марта 1966 года в Муангаи (ангольская провинция Мошико) был создан Национальный союз за полную независимость Анголы (УНИТА) под руководством Жонаса Савимби. Жозе Самуэл Шивале являлся одним из основателей движения и входил в первый состав руководства. Активно участвовал в антиколониальной вооружённой борьбе 1966—1974 и в гражданской войне против режима МПЛА 1975—2002. В феврале—августе 1976 года был одним из руководителей Longa Marcha — Длинного марша — полугодового боевого похода войск УНИТА при отступлении из Уамбо.
Жозе Самуэл Шивале стал первым заместителем Савимби как главнокомандующего повстанческой армией УНИТА — Вооружёнными силами освобождения Анголы (ФАЛА). Затем на протяжении ряда лет командовал военным округом на юго-востоке Анголы. С конца 1980-х по середину 1990-х — генеральный инспектор военного хозяйства. Во второй половине 1990-х — командующий ФАЛА в Кунене и Баилундо. С 1999 по 2002 командовал республиканской гвардией Савимби.
Политически Шивале выступал как убеждённый ангольский националист, африканский социалист и антикоммунист. Подобно большинству членов УНИТА, отличался глубокой личной преданностью Савимби, называл его «старшим братом» и даже «вторым отцом».
В начале 1980-х Шивале попал под подозрение в нелояльности лидеру и был арестован по обвинению в «заговоре». Учитывая, что многие деятели из окружения Савимби были убиты при таких обвинениях, жизнь Шивале оказалась под серьёзной угрозой. Однако вскоре обвинения были сняты, Шивале освобождён. Впоследствии он давал понять, что не имеет к Савимби претензий.

## Оппозиционный политик
22 февраля 2002 Жонас Савимби погиб в бою. Через несколько дней умер от ран его преемник Антониу Дембу. Сразу после этого начались переговоры о мирном урегулировании между руководством УНИТА во главе с Паулу Лукамбой Гату и правительством МПЛА. Со стороны УНИТА в них участвовал и Жозе Самуэл Шивале. 30 марта 2002 года он подписал в Луэне предварительное соглашение о прекращении огня.
Гражданская война в Анголе завершилась военно-политическим соглашением 4 апреля 2002 года. Вооружённые силы УНИТА расформировывались, УНИТА легализовывалась как политическая партия. Таким образом, Жозе Самуэл Шивале становился легальным оппозиционным политиком.
Жозе Самуэл Шивале состоит в высшем руководстве УНИТА. С 2008 года он — депутат Национальной ассамблеи. Занимается в парламенте вопросами поддержки семьи, молодёжной политики, помощи ветеранам. По его инициативе была создана Ассоциация старых бойцов УНИТА (AACU). Шивале пользуется значительным авторитетом как один из основателей УНИТА, исторический символ, осуществляющий связь поколений.
В 2008 году Жозе Самуэл Шивале издал книгу воспоминаний Cruzei-me Com a História — Я пересёкся с историей.
На XIII съезде УНИТА в ноябре 2019 Жозе Самуэл Шивале поддержал Адалберту Кошта Жуниора при выборах председателя. Авторитетная позиция участника основания партии сыграла важную роль в избрании Кошта Жуниора.

## Семейная жизнь
Жозе Самуэл Шивале был многократно женат и имеет десятки детей — в этом плане он подражал Жонасу Савимби (женитьба Шивале на медсестре лидера стала одним из поводов для ареста).
Одной из его жён была Элена Бонгуэла Абел — лидер женской организации УНИТА. В этом браке супруги имели сына — Адриано Абела Сапиналу, который после ареста отца был помещён в повстанческий интернат. Впоследствии Сапинала стал крупным военным и политическим деятелем УНИТА.